# Pocahontas megye (Iowa)
Pocahontas megye az Amerikai Egyesült Államokban, azon belül Iowa államban található. Lakosainak száma 7078 fő (2020. április 1.). Pocahontas megye Palo Alto, Calhoun, Humboldt, Webster, Buena Vista, Sac, Clay és Kossuth megyékkel határos.

## Népesség
A megye népessége az elmúlt években az alábbi módon változott:
| Lakosok száma | 15 339 | 14 808 | 7284 | 7217 | 7166 | 7154 | 7008 | 7078 |
|               | 1900   | 1910   | 2010 | 2011 | 2012 | 2013 | 2015 | 2020 |